# Gustaf Estlander
Axel Gustaf Estlander (18. září 1876 Helsinky – 1. prosince 1930 Stockholm) byl švédsko-finský architekt, rychlobruslař a jachtař.
V roce 1898 vystudoval architekturu na helsinském Polytechnickém institutu a následně se živil jako architekt. V roce 1914 se na plný úvazek začal věnovat navrhování jachet. Ve 20. letech se přestěhoval do Švédska, kde získal tamní občanství.
V mládí působil jako rychlobruslař. Prvních závodů se zúčastnil v Helsinkách v roce 1892. Roku 1896 debutoval na Mistrovství světa, o rok později poprvé startoval na Mistrovství Evropy. Největšího úspěchu dosáhl roku 1898, kdy kontinentální šampionát vyhrál. Poslední závody absolvoval na začátku roku 1899.
Jako jachtař se zúčastnil Letních olympijských her 1912, kde v závodě osmimetrových lodí skončil se svou posádkou a s lodí Örn na čtvrté příčce.